# Marilyn McCoo
Marilyn McCoo (Ciudad de Jersey, Nueva Jersey; 30 de septiembre de 1943) es una cantante, actriz y presentadora de televisión estadounidense, conocida sobre todo por ser la vocalista principal del grupo The 5th Dimension y por presentar el programa de televisión musical de los años ochenta Solid Gold.
Desde 1969, McCoo está casada con el cantante Billy Davis Jr., fundador y miembro del grupo 5th Dimension. Tiene un registro vocal de tres octavas.

## Biografía

### Primeros años
Marilyn McCoo nació en Jersey City, Nueva Jersey, hija de Waymon y Mary McCoo, ambos médicos. Su abuelo era el médico Thomas Vivian McCoo, de Eufaula (Alabama). Es afroamericana. Pasó sus primeros siete años en Columbus, Georgia. A los siete años se trasladó con sus padres, dos hermanas y un hermano a Los Ángeles, donde empezó a tomar clases de canto, piano y danza. A los 15 años debutó en televisión en el programa Art Linkletter's Talent Show y empezó a trabajar como modelo. Tras graduarse en el instituto Susan Miller Dorsey, se matriculó en la UCLA, donde se licenció en Administración de Empresas. En 1962, McCoo participó en el concurso de belleza Miss Bronze California, donde ganó el premio "Miss Gran Talento".

### Carrera musical
A principios y mediados de los 60, McCoo formó parte de los Hi-Fi, que a menudo actuaban como teloneros de Ray Charles. Había sido invitada a unirse al grupo por el fotógrafo Lamonte McLemore, que a su vez se uniría a McCoo en la 5th Dimension. Otros miembros de los Hi-Fi eran Harry Elston y Floyd Butler, que más tarde formarían los Friends of Distinction. Conoció a Billy Davis Jr. en 1966, cuando éste fundó 5th Dimension, entonces llamados The Versatiles, que también incluían a Ron Townson y Florence LaRue. El primer gran éxito del grupo fue "Up, Up and Away", de 1967, escrita por Jimmy Webb. La canción ganó cuatro premios Grammy en 1968 y dio título al primer LP de éxito de 5th Dimension. Un año después, el grupo grabó "Stoned Soul Picnic" de Laura Nyro. Un popurrí de "Aquarius/Let the Sunshine In" (del musical Hair) alcanzó el n.º 1 en la lista Billboard Hot 100 entre abril y mayo de 1969 y ganó el Grammy al 'Disco del año'. La grabación del grupo de otra composición de Nyro, "Wedding Bell Blues", alcanzó el primer puesto de la lista Billboard Hot 100 en noviembre de 1969.
A principios de la década de 1970, McCoo empezó a cantar en los éxitos restantes del grupo, "One Less Bell to Answer", "(Last Night) I Didn't Get to Sleep at All" y "If I Could Reach You".
En 1975, McCoo y Davis abandonaron 5th Dimension y empezaron a actuar como dúo. Consiguieron un contrato con ABC Records y en 1976 grabaron su álbum de debut, I Hope We Get to Love in Time. Como dúo, McCoo y Davis no tuvieron tanto éxito como 5th Dimension, pero su primer álbum cosechó dos grandes éxitos y tres sencillos: "I Hope We Get To Love In Time" (n.º 91, marzo de 1978), "You Don't Have to Be a Star (To Be in My Show)" (n.º 1, septiembre de 1976) y "Your Love" (n.º 15, marzo de 1977). McCoo y Davis ganaron el premio Grammy a la mejor interpretación de R&B por un dúo o grupo con voz por "You Don't Have to Be a Star". La canción alcanzó el número 21 en Australia. Se convirtieron en el primer matrimonio afroamericano en presentar una serie de televisión, The Marilyn McCoo & Billy Davis Jr. Show, en la CBS en el verano de 1977. El dúo publicó su siguiente álbum en ABC en 1977, titulado The Two Of Us. El álbum dio lugar al sencillo "Look What You've Done To My Heart" (nº 51, agosto de 1977). La pareja firmó con CBS Records y lanzó su siguiente álbum, Marilyn + Billy en 1978, aunque no incluyó ningún éxito en el Hot 100. Este sería el último álbum del dúo hasta treinta años después; en octubre de 2008 la pareja publicó The Many Faces of Love, una colección de canciones de éxito de los años sesenta y setenta.
Tras separarse de la 5ª Dimensión para actuar como dúo y publicar tres álbumes, McCoo y Davis Jr. decidieron lanzarse profesionalmente en solitario a principios de los años ochenta. McCoo empezó a presentar el popular programa de televisión musical estadounidense Solid Gold de 1981 a 1984 y volvió de nuevo de 1986 a 1988. También se embarcó en una actuación en clubes nocturnos y conciertos y pasó a interpretar el papel de Tamara Price en la telenovela Days of Our Lives en 1986, como amiga del personaje Marlena Evans. Price se involucró más tarde con el personaje de James Reynolds, Abe Carver. McCoo dejó la serie en 1987.
El álbum de McCoo de 1991, The Me Nobody Knows, fue nominado a un Grammy. También publicó un álbum navideño en 1996. McCoo ganó su octavo Grammy (que también incluyó el trabajo con la 5ª Dimensión) por sus contribuciones al Handel's Messiah de Quincy Jones.
En 2021, McCoo y Davis publicaron Blackbird Lennon-McCartney Icons, su primer álbum de estudio en más de 30 años. La empresaria Kathy Ireland publicó el álbum a través de su sello discográfico EE1. El dúo dijo que se trataba de un movimiento por los derechos civiles que se convirtió en un movimiento por los derechos humanos con el objetivo de animar a la gente a unirse en tiempos difíciles. Durante una entrevista sobre el álbum el 29 de junio de 2021, Questlove llamó a McCoo y Davis "la primera pareja del Pop y el Soul". Más tarde aparecerían en el debut como director de Quest, Summer of Soul.

### Carrera como actriz
McCoo ha actuado en varias películas, entre ellas Grizzly Adams and the Legend of Dark Mountain (1999), My Mom's a Werewolf (1989) y varios telefilmes, a menudo interpretándose a sí misma. Ha aparecido sobre el escenario en producciones de Anything Goes, A...My Name is Alice, El hombre de La Mancha y la producción de Broadway de Show Boat entre 1995 y 1996. McCoo apareció junto a Davis en The Jamie Foxx Show como los padres de Fancy, los Monroe. McCoo también participó como estrella invitada en un concurso canadiense de los años 90 llamado Acting Crazy.

### Vida personal
McCoo está casada con su compañero de la banda The 5th Dimension Billy Davis Jr. El 26 de julio de 2019 celebraron su 50 aniversario de boda. La pareja compartió su historia de amor y fe en el libro de 2004, Up, Up and Away. Siguen actuando juntos en locales de todo el país. McCoo es miembro de la hermandad Sigma Gamma Rho. Es miembro emérita de la junta directiva de Los Angeles Mission. McCoo y Davis son cristianos renacidos.